# Депараци (Телеорман)
Депараци (рум. Deparați) насеље је у Румунији у округу Телеорман у општини Триваља-Моштени. Oпштина се налази на надморској висини од 94 m.

## Становништво
Према подацима из 2002. године у насељу је живело 1392 становника, од којих су сви румунске националности.